# 大島里喜
大島 里喜（おおしま りき、1909年11月15日 - 1986年）は、日本の歌手（民謡歌手）。本名は大久保 里喜（おおくぼ りき）。

## 概略
大島里喜は、東京都・伊豆大島・大島町の民謡「大島節」や「あんこ節」の歌い手、第一人者で、大島節を日本全国に広げ、伊豆大島の観光資源化に寄与貢献した。また、大島民謡という郷土芸能・郷土文化を、後世に口承・伝承する役目を担った。大島御神火太鼓を創始したのも大島里喜である。

## 来歴と補足
1909年（明治42年）、11月15日、大島里喜（本名・大久保里喜）は、東京都伊豆大島・元村（現在の大島町・元町）に生まれる。父・大久保虎吉、母・柳瀬志げ（伊豆大島志考記載）。
1925年（大正14年）、唄の神様と言われた柳瀬シズに唄を勧められ、大島民謡を本格的に習い始める。このおシズさん（通称おシズばあ）が、里喜によれば「本当の、正式な大島節を始めた人」である。
1937年（昭和12年）、大島ブームに乗って「大島節」及び「あんこ節」をNHKで放送し、それ以来、大島里喜は大島民謡の第一人者となる。その広範な活動は、昭和47年9月刊行の日本民謡辞典にその名を留めるに至った。踊りの師匠である日本橋の藤間勘松（天野ぎん）の紹介で、歌舞伎役者八代目松本幸四郎に出会ったのもこの頃で、この後、大島小唄の振り付けをしてもらった。
1939年（昭和14年）、父親の仕事の代理として、東京の茅場町へ椿油を届けた際、料亭其角の人たちが「あんこ姿」の里喜を見て興味をもった。その人たちが里喜を東京に招くことを考え、新橋に芸能社のようなものを作ってその座長に里喜をすえ、島から踊り子を呼び寄せ、赤坂・新橋といった花柳界を中心に島の唄を披露させた。
1941年（昭和16年）、太平洋戦争が始まり、島に戻り数年間を過ごす。この頃、もう一人の師である柳瀬浅太郎に、大島の古歌を習う。祝儀の席での大唄を厳しく教えられた。
1945年（昭和20年）、大島で終戦を迎える。
1946年（昭和21年）、太郎（本名・豊村友子）を養女とし、養子縁組をする。
十二日会の源となる島の若い衆達との踊りの係わり持ったのもこの頃。戦後の祭りはこういう若い衆によって始められた。
1947年（昭和22年）、東京へ上京。
1948年（昭和23年）、NHKが、東京と大島と伊豆との三元放送をおこなった際、大島から大島里喜の「大島節」を紹介した。その時のアナウンサーが「大島のお里喜さんです」と紹介した。これが「大島里喜」の芸名の由来である。それまでは本名の「大久保里喜」だった。
1949年（昭和24年）、松本幸四郎襲名披露に招待される。レコード各社で吹き込みをする。
1950年（昭和25年）、日本橋浜町で料亭「里喜本」を経営。ここで唄を教えながら、約1年をかけて、東京で大島民謡の基盤を固めた。
1951年（昭和26年）、NHKの『民謡をたずねて』に出演。その時に出会った三味線の藤本琇丈（当時は秀夫）が伴奏をつけ、放送をしたのが今日の、大島節の形である。それまでの「大島節」や「あんこ節」の伴奏は手拍子か、元町の芸者・お照るがつけたあしらいの三味線くらいであった。それからまもなく、コロムビアレコードで大島里喜の唄がレコード化され、全国に大島の二大民謡と大島里喜の名を広める。
1952年（昭和27年）、日劇で市丸と共演。
1953年（昭和28年）、「大島御神火太鼓」創立。特色は拝み打ち、女太鼓である。  
1954年（昭和29年）、ラジオ東京に出演。
1958年（昭和33年）、ビクターより『エンサカホイ・ててほ』二曲入りのSP盤が出る。
1959年（昭和34年）、「連獅子」を踊る。
1960年（昭和35年）、新橋演舞場・新派公演「南の島」の民舞民謡指導を依嘱され、舞台にもあがる。
1961年（昭和36年）、2月3日、水天宮節便会に招かれる。
1962年（昭和37年）、日本テレビ出演。キングレコード発売の『日本代表民謡集』に「大島節」を吹き込む。
1964年（昭和39年）、ビクターより『あんこ椿』のレコードがでる。
1965年（昭和40年）、10月15日、第13回東京都社会福祉大会において、社会福祉に貢献した功績を認められ、表彰状を受賞する。
1965年（昭和40年）、1月10日、元町で大島大火が起きる。
1967年（昭和42年）、11月23日帰島。民謡と観光地「大島」を広く全国に宣伝した功績を称えて、石井松利町長より感謝状を授与される。
1969年（昭和44年）、東京生活を切りあげ、郷里大島に戻り、旅館「里喜本」を営む。その傍ら、島の子供たち、主に高校生らに踊りや御神火太鼓を教え、保存・伝承に力を入れる。その後も各方面で地道な活動を続け、大島郷土文化の発展と承継に力を注いだ。
1971年（昭和46年）、7月19日、NHK芸能百選『伊豆の島々』に出演。
1972年（昭和47年）、東京都立大島高等学校に大島里喜が創始した「大島御神火太鼓愛好会」が誕生する。11月、コロムビアレコードより『伊豆大島の唄』（LP12曲入り）を発表。
1973年（昭和48年）、5月6日、東京都中央区総合体育館にて「民俗芸能文化連盟東京大会」に出演。財団法人日本民謡協会より民謡功労章を受章。7月2日、大島の観光発展に協力と椿まつりへの貢献したことに対して、大島観光協会より感謝状をもらう。11月16日、東京体育館にて「第24回民謡・民舞全国大会」に出演。
1974年（昭和49年）、3月31日、大島町立第一中学校体育館にて、NHKラジオ『民謡をたずねて』に出演。8月30日、里喜が育てた高校生の御神火太鼓が、初めて東京に進出。東横ホール名韻会に出演しトロフィーを獲得。
1975年（昭和50年）、日本民謡協会の名誉会員となる。
1976年（昭和51年）、ビクターより『大島飴売り唄・大島茶摘み唄』のレコードを出す。
1977年（昭和52年）、葛飾公会堂にて「第八回東京都民俗芸能大会」に出演。
3月5日、民俗芸能の保存・普及に寄与されたとして、東京都知事の美濃部亮吉より表彰状を授与される。キングレコードより、正調ふるさとの民謡「大島節・大島あんこ節」が出る。
1978年（昭和53年）、4月22日、日比谷公会堂にて「第二回日本民謡・舞踊全国大会」に出演。
1979年（昭和54年）、ポリドールレコードより『伊豆・島々の唄』（LP17曲入り）を発表。2月20日、毎日新聞（夕刊）コラム「ふるさとの民謡」欄に大島里喜・友子親子紹介される。9月14日〜15日、国立劇場にて「第31回民俗芸能公演・日本の太鼓」に、大島高校の御神火太鼓と共に出演。前日には、フジテレビ『小川宏ショー』に出演する。9月16日、新宿厚生年金大ホールにて、第3回ポリドール民謡「歌と踊りの祭典」に出演。10月10日、NHK『第5回 日本民謡の祭典』に出演。
1980年（昭和55年）、4月21日、東京12チャンネル「日本縦断民謡大全集」に出演。5月、皇太子、皇太子妃、大島を視察。その時に大島郷土芸能として唄を披露。10月1日、「東京都郷土芸能功労賞」東京都知事より授与される。11月23日、「三浦市郷土芸能大会」に高校生と共に出演。その後、三浦市の民謡親善訪島団が里喜本に来宿する。12月25日、中山義夫主催「中山世界民俗舞踊団によるインド訪問」に参加、親善の旅に出発。
1981年（昭和56年）、3月3日、NHK『椿の花咲く大島めぐり』で、旅館「里喜本」より放送が行なわれる。3月20日、NHK『民謡をあなたに』に出演。
1982年（昭和57年）、雑誌「みんよう文化」新年号特集として「大島里喜 - 離島民謡の保存と伝承につとめて」が掲載。里喜は「東京へ出たりもしましたが、島を愛する気持ちだけは持ち続けてきたつもりです。これからも古い節回しの唄を大切にして、私だけが持つのではなく、太郎や若い人達にどんどん伝えてゆきたいと思う」と語った。
1983年（昭和58年）、3月5日、6日、江東文化センターにて「第14回東京都民俗芸能大会」に元町十二日会、大島高校御神火太鼓を率いて出演。3月5日、「東京都民俗芸能大会」にて、民俗芸能の保存、普及に寄与した功績として表彰される。10月25日、里喜の功績をたたえて、民謡名人シリーズ2「大島里喜・こころの唄」が、国立演芸場にて開催される。これが最後の舞台となった。
1984年（昭和59年）、2月26日、「第15回東京都民民俗芸能大会」が大島町開発総合センターで行われたが、この時には里喜の姿はなく、高校生のみが出演。この後、愛弟子達の御神火太鼓は幾度となく東京の太鼓や芸能祭に招かれている。
1985年（昭和60年）、この頃、小中学生による御神火太鼓は、大島里喜の手を離れ、丸市道場に移った。
1986年（昭和61年）、大島里喜、死去。享年77。没後、大島里喜の心は、里喜本社中と大島御神火太鼓保存会によって受け継がれている。
2000年（平成12年）、6月3日、大島御神火太鼓保存会は、社団法人全日本郷土芸能協会（東京都）より表彰を受けた